# 1 Brygada Artylerii (I RP)
1 Brygada Artylerii – jednostka artylerii Armii Koronnej.
Brygada sformowana rozkazem  Komisji Wojskowej z dnia 20 lutego 1790 w wyniku reorganizacji artylerii Armii Koronnej.
W jej skład weszły trzy kompanie Brygady Warszawskiej, w tym też komenderowanie do Krakowa i Kielc.
Dowództwo stacjonowało w Warszawie. Brygada podlegała dowódcy Dywizji Małopolskiej.